# Hunyuan
Hunyuan är ett härad som lyder under Datongs stad på prefekturnivå i Shanxi-provinsen i norra Kina. Det ligger omkring 220 kilometer nordost om provinshuvudstaden Taiyuan.
Området är känt för det hängande klostret Xuankongsi.

## Övriga länkar
- Wikimedia Commons har media som rör Hunyuan.